# Téat Champ Fleuri
 (septembre 2021).
Si vous disposez d'ouvrages ou d'articles de référence ou si vous connaissez des sites web de qualité traitant du thème abordé ici, merci de compléter l'article en donnant les références utiles à sa vérifiabilité et en les liant à la section « Notes et références ».
Le TÉAT Champ Fleuri ou Théâtre de Champ Fleuri est un théâtre de l'île de La Réunion, département d'outre-mer français dans le sud-ouest de l'océan Indien. C'est un équipement culturel majeur du Conseil général de La Réunion qui en est le propriétaire.
Il est situé dans le Nord de l'île, dans le quartier de Champ Fleuri, à Saint-Denis, le chef-lieu. Il voisine avec le tribunal de grande instance de Saint-Denis et les archives départementales de La Réunion, tous deux mitoyens de la même esplanade gazonnée.
Il a été inauguré en 1984.

## Description
Construit par Frédéric Chadrin et inauguré en 1984, le TÉAT Champ Fleuri à Saint-Denis, est le plus grand théâtre couvert de La Réunion. Il est composé d’une grande salle d’une capacité de 870 places et d'une deuxième salle, le Karo Kann, d’une capacité de 100 places. Il compte également un espace Galerie.

## Fonctionnement
[modifier | modifier le code]
Jusqu'en 1990, le Département assure la gestion de ses deux équipements culturels majeurs que sont le TÉAT Plein Air et le TÉAT Champ Fleuri (inauguré en 1984 à Saint-Denis), à travers deux associations : le Centre Réunionnais d'Action Culturelle (CRAC) puis l'Office Départemental de la Culture (ODC), dirigé par Jean-Pierre Clain de 1990 à 1994, Daniel Lauret de 1994 à 1997 et Jacques Dambreville de 1998 à 2009. C'est au début des années 2000 que le Département fait le choix de formaliser ce mode de fonctionnement via une délégation de service public (DSP) :
- la 1ère DSP est confiée à L'Office Départemental de la Culture (ODC), qui candidate à sa propre succession. Le directeur est alors Jacques Dambreville de 2003 à 2009

- C'est ensuite l'association TÉAT Réunion qui obtient la 2e et 3e DSP : les théâtres seront dirigés par Pascal Montrouge de 2009 à 2023
- Une 4e DSP est attribuée en août 2023 à l'association Run Music (devenue ensuite TÉAT La Réunion) pour un mandat d'une durée d'un peu plus de 6 ans, jusqu'au 31 décembre 2029 : la direction des lieux a été confiée à Thierry BOYER

## Programmation
Les deux scènes (grande scène et Karo Kann) accueillent une programmation pluridisciplinaire tout au long de l'année. Le théâtre est également très souvent loué par des producteurs privés ou même par des écoles de danse ou de musique pour des galas de fin d'année.
Programmation récurrente :
- TÉAT Réunion / de 2010 à 2017 : Festival Total Danse (festival labellisé EFFE – Europe for Festivals, Festivals for Europe. Label européen opérant une sélection de festivals toutes disciplines artistiques confondues, qui s’inscrivent dans une démarche d’excellence artistique), Festival Toto Total (festival jeune public)
- TÉAT La Réunion / depuis 2024 : Festival Amuse & Vous pour le jeune public au mois d'août ; à partir de 2025 :  un festival de musique classique (biennale).